# Gharb-Chrarda-Béni Hsen
Gharb-Chrarda-Béni Hsen was tot 2015 een regio in Marokko. De hoofdstad was Kenitra. De regio lag ten zuiden van de oude regio Tanger-Tétouan, ten noorden van de voormalige regio Rabat-Salé-Zemmour-Zaer en grenst aan de Atlantische Oceaan. Gharb-Chrarda-Béni Hsen heeft een oppervlakte van 8805 km² en heeft 1.859.540 inwoners (2004).
De regio bestond uit twee provincies:
- Kénitra
- Sidi Kacem

Naast Kenitra, waren andere grote plaatsen in Gharb-Chrarda-Béni Hsen:
- Ameur Seflia
- Arbaoua
- Bahhara Oulad Ayad
- Ben Mansour
- Beni Malik
- Dar Bel Amri
- Dar Laâslouji
- Mnasra
- Mograne
- Ouezzane
- Oulad H'Cine
- Sidi Kacem
- Sidi Mohamed Lahmar
- Sidi Slimane
- Sidi Yahya el Gharb
- Sidi al Kamil
- Souk el Arbaâ

In 2015 kwam het tot een fusie van de regio's Rabat-Salé-Zemmour-Zaer en Gharb-Chrarda-Béni Hsen en werd de nieuwe samengestelde regio Rabat-Salé-Kénitra opgericht.
Huidige regio's: Béni Mellal-Khénifra · Casablanca-Settat · Dakhla-Oued Eddahab · Drâa-Tafilalet · Fès-Meknès · Guelmim-Oued Noun · Laâyoune-Sakia El Hamra ·  Marrakech-Safi · Oriental · Rabat-Salé-Kénitra · Souss-Massa · Tanger-Tétouan-Al Hoceïma

Oude regio's voor 2015: Chaouia-Ouardigha · Doukala-Abda · Fez-Boulmane · Gharb-Chrarda-Béni Hsen · Grand Casablanca · Guelmim-Es Semara · Laâyoune-Boujdour · Marrakech-Tensift-Al Haouz · Meknès-Tafilalet · Oriental · Oued ed Dahab-Lagouira · Rabat-Salé-Zemmour-Zaer · Souss-Massa-Daraâ · Tadla-Azilal · Tanger-Tétouan · Taza-Al Hoceïma-Taounate